# 天津市第二新华中学
天津市第二新华中学，简称二新华，始建于2018年，位于天津市河西区梅林路752号，是天津市新华中学办学集团的成员校。